# Ingus Vizulis

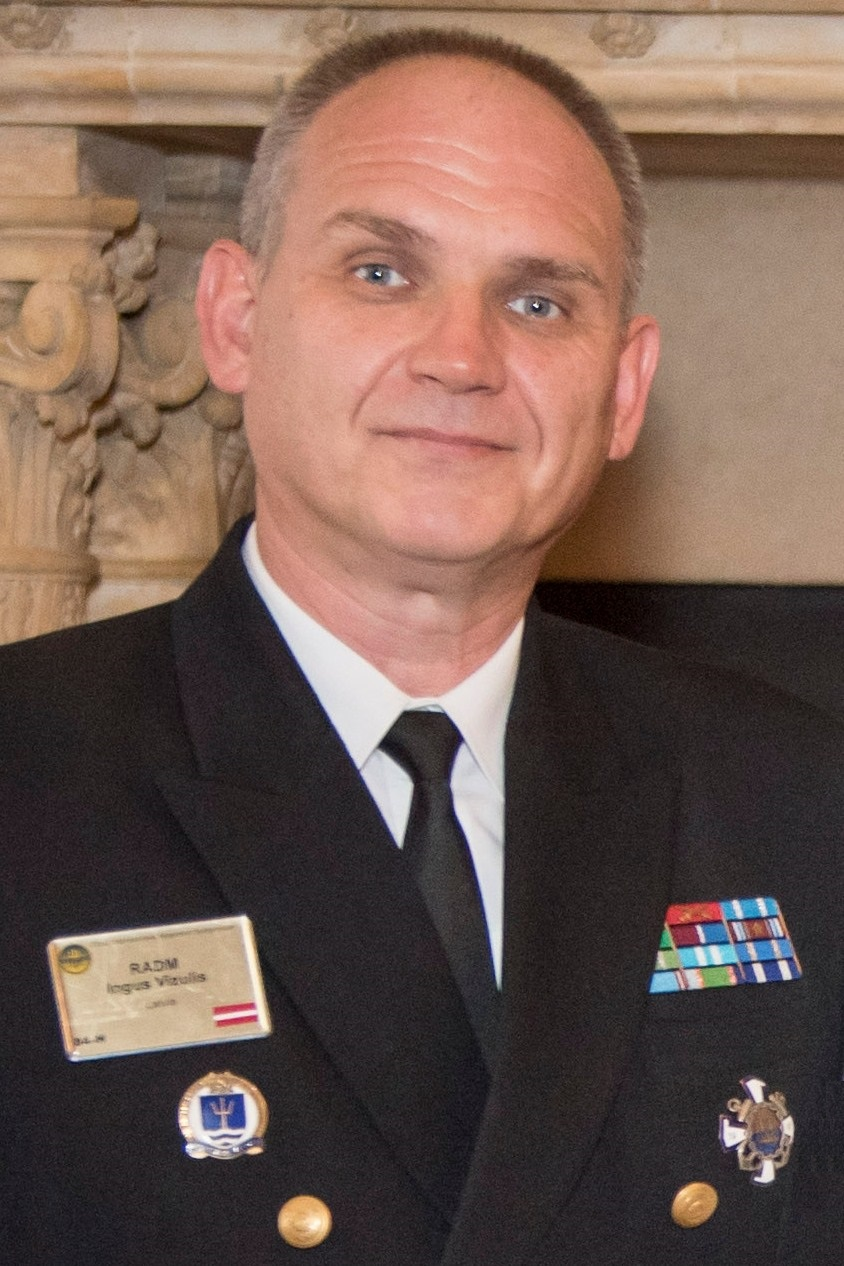
Ingus Vizulis (2016)

Ingus Vizulis (* 1965) ist ein lettischer Marineoffizier im Rang eines Flottillenadmirals. Von April 2016 bis November 2019 war er der Befehlshaber der lettischen Seestreitkräfte.

## Leben
Ingus Vizulis wurde in Riga geboren, ist verheiratet und Vater von vier Söhnen. Neben Lettisch spricht er auch fließend Englisch und Russisch.

### Militärische Laufbahn
Ingus Vizulis absolvierte 1987 die Marineakademie in Kaliningrad und diente in den nächsten Jahren in der sowjetischen Pazifikflotte. Im Jahr 1993 schloss er sich den wieder aufgestellten lettischen Streitkräften an. In deren Marine durchlief er in den nächsten Jahren verschiedene Dienstposten und wurde im Jahr 2000 schließlich zum Stabschef der Seestreitkräfte ernannt. Im Anschluss daran war er als Verteidigungsattaché in verschiedenen Ländern tätig.
Im Jahr 2011 wurde er zum stellvertretenden Chef im Generalstab (zuständig für Unterstützungsaufgaben) berufen. Auf diesem Posten wurde Vizulis am 11. November 2013 zum Flottillenadmiral (lettisch: flotiles admirālis) ernannt. Am 18. April 2016 übernahm er den Posten des Befehlshabers der lettische Marine.
Neben seiner Ausbildung in Kaliningrad besuchte der Admiral Aufbaustudiengänge an verschiedenen Militärhochschulen. Das waren u. a.:
- US Naval Command and Staff College (1997)
- Baltische Verteidigungsakademie (2010)

## Auszeichnungen
|  | Komtur des Westhard-Ordens (2013) |